# Tangina modesta
Tangina modesta är en insektsart som beskrevs av Haupt 1926. Tangina modesta ingår i släktet Tangina och familjen vedstritar.
Artens utbredningsområde är Filippinerna. Inga underarter finns listade i Catalogue of Life.